# Gogolin (gromada)
Gogolin – dawna gromada, czyli najmniejsza jednostka podziału terytorialnego Polskiej Rzeczypospolitej Ludowej w latach 1954–1972.
Gromady, z gromadzkimi radami narodowymi (GRN) jako organami władzy najniższego stopnia na wsi, funkcjonowały od reformy reorganizującej administrację wiejską przeprowadzonej jesienią 1954 do momentu ich zniesienia z dniem 1 stycznia 1973, tym samym wypierając organizację gminną w latach 1954–1972.
Gromadę Gogolin z siedzibą GRN w Gogolinie (wówczas wsi) utworzono – jako jedną z 8759 gromad na obszarze Polski – w powiecie strzeleckim w woj. opolskim, na mocy uchwały nr VII/30/54 WRN w Opolu z dnia 4 października 1954. W skład jednostki weszły obszary dotychczasowych gromad: Gogolin ze zniesionej gminy Gogolin I i Karłubiec ze zniesionej gminy Otmęt, ponadto osada robotnicza Zakładów Wapiennych z dotychczasowej gromady Zakrzów oraz osiedle Kolonia Dzoły z dotychczasowej gromady Kamionek ze zniesionej gminy Gogolin II – w tymże powiecie. Dla gromady ustalono 27 członków gromadzkiej rady narodowej.
1 stycznia 1956 gromada weszła w skład nowo utworzonego powiatu krapkowickiego w tymże województwie.
1 stycznia 1958 gromadę Gogolin zniesiono w związku z nadaniem jej statusu osiedla.
1 stycznia 1967 Gogolin otrzymał status miasta. 1 stycznia 1973 w powiecie krapkowickim utworzono gminę Gogolin.